# Droit pénal de l'ennemi
Vous pouvez aider à l'améliorer ou bien discuter des problèmes sur sa page de discussion.
- Il ne cite pas suffisamment ses sources. Vous pouvez indiquer les passages à sourcer avec {{référence nécessaire}} ou {{Référence souhaitée}}, et inclure les références utiles en les liant aux notes de bas de page. (Marqué depuis mars 2017)

- Archive Wikiwix
- Bing
- Cairn
- DuckDuckGo
- E. Universalis
- Gallica
- Google
- G. Books
- G. News
- G. Scholar
- Persée
- Qwant
- (zh) Baidu
- (ru) Yandex
- (wd) trouver des œuvres sur Wikidata

La théorie du « droit pénal de l’ennemi » a été conçue au XXe siècle par Günther Jakobs, professeur émérite allemand de droit pénal et de philosophie du droit. Cette théorie se fonde sur l’anticipation du pouvoir répressif de l’État, la dangerosité du criminel et l’atténuation voire la suppression des droits et des garanties accordés aux individus. Ainsi, l'État procéderait à une régulation pénale d'exception.
Partant de cette conception, deux droits distincts seraient appliqués par l'État : celui pour le citoyen, garantissant le respect des droits de l'Homme et celui pour " l'ennemi ", relativisant ou supprimant les garanties issues des libertés fondamentales que connaît la France afin d'éliminer le danger que présente cet ennemi.
Le droit pénal de l'ennemi vient réactualiser des théories anciennes, délaissées avec le temps par la doctrine notamment en raison de l'utilisation de ce droit pénal par des régimes autoritaires, déchargés de toute contrainte juridique. Ainsi, la théorie du droit pénal de l'ennemi aurait vocation à donner une légitimité à ces actes dans un contexte déterminé. La simplification de cette théorie par l'emploi des termes « amis – ennemis » est également ancienne et se retrouve dans les écrits de Carl Schmitt.
Le contexte politique de ces dernières années, principalement animé par la menace terroriste, fait naturellement resurgir cette théorie. Depuis les années 2000, plus de trente réformes législatives, par la modification des différents Codes, renvoient indirectement ou non à ce droit pénal de l'ennemi en rejetant hors de la communauté certains citoyens jugés dangereux. Christine Lazerges et Hervé Henrion-Stoffel ont pu parler à de sujet de droit pénal liquide, référence aux nombreuses modifications de fond qu'a pu connaître le droit pénal ces dernières années afin de rester en phase avec le contexte de menace permanente planant sur l'État .

## Entre atténuation et anéantissement des droits fondamentaux

### La remise en cause du principe de légalité
L'article 121-5 du Code pénal précise qu'il n'y a pas de tentative punissable sans commencement d'exécution. C'est à partir de cette disposition qu'il faut entrevoir le principe de légalité. Pour contourner ce principe, le législateur n'hésite plus à réprimer en amont, érigeant un simple commencement d'exécution en infraction punissable. L'appréhension de la dangerosité prend ici tout son intérêt dans la mesure où le législateur réprime des comportements dont la nature délictuelle ou criminelle est hypothétique.
Cette tendance n'a fait que se confirmer face aux menaces terroristes, notamment par la loi du 13 novembre 2014 renforçant les dispositions relatives à la lutte contre le terrorisme, qui a créé le délit d'entreprise terroriste individuelle à l'article 421-2-6 du Code pénal. Cet article admet la condamnation de personnes projetant de commettre seules un acte terroriste. L'illustration est ici parfaite d'un recul du principe de légalité à travers la répression d'un acte éloigné de l'infraction pénale redoutée. 
La commission nationale consultative des droits de l'Homme (CNCDH) a rendu un avis le 25 septembre 2014 dans lequel elle reconnaît la possibilité de réprimer à titre autonome certains comportements dont elle estime qu'ils ont un lien direct avec un projet terroriste. En revanche, le rapport précise ensuite que l'action de « rechercher » reste un terme trop éloigné du commencement d'exécution de l'infraction, laissant apparaître une appréciation subjective dangereuse notamment en termes de preuve. La théorie de la politique pénale de l'ennemi prend ici tout son sens devant la présence d'actes très éloignés de l'infraction projetée mais pourtant déjà réprimés par le législateur. La CNCDH recommande en conséquence l'emploi d'une extrême précision dans la définition des actes incriminés afin d'éviter la violation du principe de légalité.
Cette même commission a dénoncé la réelle imprécision de l'article 421-2-6 du Code pénal, lequel évoque des actes « intentionnellement en relation avec une entreprise individuelle ayant pour but de troubler gravement l'ordre public par l'intimidation ou la terreur ». En effet, plus on remonte dans le temps, plus on s'éloigne de la commission de l'infraction finale et logiquement, il devient difficile d'établir la réalité de cette infraction. Ces arguments témoignent de la dilution du principe de légalité criminelle et de l'atteinte à la présomption d'innocence, laquelle exige une preuve certaine et complète de la culpabilité.
Face à la menace terroriste, le malaise du législateur à tracer les contours d'une telle incrimination est donc bien visible et le plonge dans une technique de qualification juridique arbitraire.

### La remise en cause du principe de culpabilité
Selon Günther Jakobs, l'internement de sûreté est l'exemple le plus frappant d'une application du droit pénal de l'ennemi, avec pour objectif : la prévention de faits délictuels ou criminels d'une personne en détention. En ce sens, l'auteur indiquait « la dangerosité de l’individu détenu prime sur tout, il est l’ennemi de la société, il n’est plus un citoyen libre, il n’est plus un citoyen qui a la pleine jouissance de ses droits». Il ressort de cette citation la distinction flagrante entre citoyen ordinaire et citoyen « différent », mis à l'écart d'une société qui ne le voit plus que comme un ennemi.
Ce principe de culpabilité, bien qu'essentiel à la tradition juridique française, est régulièrement remis en cause par la volonté accrue du législateur de neutraliser les individus potentiellement dangereux. Cette volonté peut se traduire par la répression, à laquelle l'individu ne pourra échapper, mais également par la correction, l'amélioration de l'individu à des fins de réinsertion. Par ce contrôle social à des fins de neutralisation, nous serions passés de « surveiller et punir » à « punir et surveiller ». La CNCDH a par ailleurs aiguillé ce raisonnement en mettant en évidence la rupture du lien de causalité entre une infraction et la privation de liberté. Référence est ici faite à la loi sur la rétention de sûreté du 25 février 2008. En effet, l'individu qui a purgé sa peine, reste dans l'esprit du législateur l'auteur présumé de futures infractions. Le flou juridique est total, tant l'appréciation de la dangerosité du condamné semble sans aucun rapport avec un élément matériel. Partant de là, l’ennemi cesse d’être un sujet de la procédure pénale et de facto, ne bénéfice plus des garanties issues de cette procédure.
Ainsi, face à cet ennemi désigné, les actions de l’État se fondent logiquement sur des procédures extérieures au droit légal et par conséquent, en dehors du respect des droits fondamentaux tels que la dignité humaine dont le délinquant de droit commun peut bénéficier. En somme, la procédure appliquée à la réprobation de l'ennemi est une véritable « procédure de guerre » avec la protection de la structure étatique comme principale justification.

## La nécessité pour l'État d'identifier l'ennemi
Par ennemi, il faut entendre celui qui entre en conflit contre la nation. Ainsi, les écrits de Carl Schmitt, juriste et philosophe allemand du XXe siècle, permettent d'entrevoir cette notion d'ennemi mise en lien avec la nation, bien que le contexte actuel demande nécessairement une reconsidération de ses propos. Michel Foucault, philosophe français du siècle passé, dont les travaux ont essentiellement consisté en la mise en relation entre pouvoir et savoir, a quant à lui fait référence à une « politique de l'aléatoire » pour définir la théorie du droit pénal de l'ennemi. 

### Les thèses défendues par Carl Schmitt
Pour Schmitt, la dangerosité d'un individu se résume en une relation « ami-ennemi », permettant à l'État, identification faite de l'ennemi, de mettre en place les armes nécessaires pour préserver la sécurité de son territoire. La principale faille dans cette quête permanente de recherche d'identité de l'ennemi réside dans la nature même du conflit terroriste, qui ne peut se résumer en une opposition entre deux Etats aux territoires délimités. Ainsi, la dangerosité serait à la fois omniprésente, mais impossible à caractériser. De même, le terme de « guerre contre le terrorisme » apparaît comme confus, dans la mesure où il ne s'agit pas d'une guerre étatique ou d'une guerre civile consistant en une insurrection nationale destinée à prendre le pouvoir sur le sol d'un État-nation.
Schmitt ne définit pas concrètement la notion d'unité politique sur laquelle il fonde son argumentation mais on en déduit que cette unité se dévoile lorsque le clivage ami-ennemi apparaît. Dans ce cas de figure, l'unité politique semble subordonnée à une condition de forme rendant sa définition impossible. Pour autant, Schmitt poursuit en ces termes «  La guerre est une lutte armée entre unités politiques organisées, la guerre civile est une lutte armée au sein d’une unité politique … La guerre naît de l’hostilité, celle-ci étant la négation existentielle d’un autre être. La guerre n’est que l’actualisation ultime de l’hostilité. »
Ainsi, pour l'auteur allemand, la guerre est au centre de la définition de la théorie pénale de l'ennemi puisqu'elle permet de justifier les actions extra-légales employées par un État pour y mettre fin. La politique d'un État va, dans cette conception, élargir ses possibilités d'action, prendre des mesures qu'elle n'aurait su prendre dans un contexte pacifique puisque ses citoyens ne l'auraient pas accepté.
La théorie pénale de l'ennemi consiste donc à structurer une légitimité d'action afin de ramener l'unité sur un territoire au moins en apparence divisé. Appliquée au contexte politique français, cette théorie renvoie naturellement à l'état d'urgence, créé par une loi du 3 avril 1955 lors de la guerre d'Algérie, et en vigueur récemment depuis les attentats du 13 novembre 2015. Si cette mesure paraissait évidemment justifiée au lendemain des attaques terroristes, l'opinion s'est rapidement montrée divisée quant à l'opportunité de maintenir l'état d'urgence durant des années comme cela est encore le cas actuellement.
Enfin, Schmitt rappelait que la souveraineté d'un État dans ce contexte était caractérisée par l'acte politique : «  Est souverain celui qui décide de la situation exceptionnelle. Il n’existe pas de norme que l’on puisse appliquer à un chaos. Il faut que l’ordre soit établi pour que l’ordre juridique ait un sens. Il faut qu’une situation normale soit créée, et celui-là est souverain qui décide définitivement si cette situation existe réellement. Là réside l’essence de la souveraineté de l’État…».
L'acte de décision de l'état d'urgence désigne donc directement l'ennemi et permet de garantir à l'État sa puissance, sa souveraineté, face à une telle menace.

### Les thèses défendues par Michel Foucault
Michel Foucault associe le criminel et donc la dangerosité potentielle à un ennemi social : « Le criminel, c'est l'ennemi social, ennemi « étranger » mais non extérieur, et, du coup, la punition ne doit être ni la réparation du dommage causé à autrui, ni non plus le châtiment de la faute, mais une mesure de protection, de contre guerre que la société va prendre contre ce dernier ». Ainsi, l'objectif de l'État sera de donner toujours plus de cohérence à une politique aléatoire dans une lutte contre une menace potentielle.
La lutte actuelle contre la perception d'une dangerosité semble se résumer à un rapport « sécurité - terrorisme » avec une politique aléatoire comme principal argument de lutte efficace. Il s'agirait en somme d'un pacte tacite entre le gouvernement et la population pour garantir à cette dernière un minimum de libertés tout en prenant le soin de les restreindre considérablement. Or, c'est justement ce pacte qui est remis constamment en cause par les attaques terroristes, rendant la politique aléatoire et sécuritaire incontrôlable et surtout, incomprise de ceux à qui elle s'applique.
Aussi, cette nécessité de nommer l'ennemi entraîne naturellement une résurgence de certains caractères nationaux avec l'application d'un état d'urgence, des frontières contrôlées mais également des aspects culturels comme l'apprentissage de codes de citoyennetés ou des programmes de réadaptation pour le milieu carcéral. Également, dans cette lutte contre le terrorisme en application d'un droit pénal de l'ennemi, de nombreuses observations ont pu être faites, mettant en rapport la radicalisation, leurs lieux d'implantation et le trafic de drogue en Europe. À ce sujet, Jean-François Dreuille, Doyen de l'université de Savoie Mont-Blanc, insistait sur la difficulté pour les différents modes de gouvernance à mettre en lien la criminalité avec la foi religieuse, renforçant de facto le sentiment d'une politique aléatoire.

## Conclusion
La théorie pénale de l'ennemi a vocation à faire resurgir les inconvénients du libre arbitre. À ce titre, cette théorie appelle à reconsidérer les fondements du droit pénal aux fins d'éviter une adhésion définitive de cette pratique par l'ensemble de la communauté qui serait problématique pour la défense des droits fondamentaux dont chaque citoyen doit pouvoir bénéficier. Un sentiment de malaise face à tous ces dangers apparaît légitime sans pour autant qu'il soit nécessaire de tomber dans un raccourci qui consisterait à rejeter en bloc cette théorie. Il est en effet primordial de passer outre aux risques de dérives totalitaires liés à cette théorie afin d'alimenter le débat et éviter que le «  droit pénal de l’ennemi ne devienne un nouveau paradigme du droit pénal ».